# Oliwia Kiołbasa
Oliwia Kiołbasa (pronuncia ɔˈli.vja kjɔwˈba.sa; Augustów, 26 aprile 2000) è una scacchista polacca.
Ha ottenuto il titolo di Maestro internazionale femminile nel 2016.

## Principali risultati
Nel 2010 ha vinto a Batumi il campionato europeo femminile U10. Nel 2014 è stata seconda a Durban nel campionato del mondo femminile U14, dietro a Gabriela Antova. Nel 2018 è stata seconda a Riga nel campionato europeo juniores femminile. Nel 2021 è stata terza a Iași nel campionato europeo individuale femminile.
Nell'agosto 2022 ha vinto l'oro individuale in terza scacchiera nella sezione femminile delle Olimpiadi di Chennai, con il punteggio di 9,5 /11. Dopo aver ottenuto il punteggio pieno di 9 /9 nelle prime nove partite ha pareggiato nel 10º turno e perso l'unica partita nell'11º turno contro Anna Ushenina.
Ha ottenuto il suo più alto rating FIDE in dicembre 2022, con 2410 punti Elo.